# Wet van Walther
De wet van Walther of Walters faciesregel is in de geologie het principe dat de verticale opeenvolging van verschillende sedimentaire facies ontstaat door een laterale (zijwaartse) verschuiving van afzettingsmilieus. Als afzettingsmilieus in het verleden verschoven, komen gesteentelagen met naast elkaar voorkomende facies boven op elkaar te liggen. Dit basisprincipe uit de sedimentologie werd geformuleerd door de Duitse geoloog Johannes Walther in 1894.
Voorbeelden van de verschuiving van afzettingsmilieus zijn transgressie en regressie van de zee. De geografische (laterale) opeenvolging van afzettingsmilieus kan bij een kust van kleiige kwelders en lagunes, duingebied, strand, kustnabij water tot dieper water verlopen. In al deze milieus ontstaan voor het milieu typische, herkenbare types gesteente. Deze types gesteente worden facies genoemd. Als de kustlijn zich landinwaarts beweegt (bij transgressie van de zee) verschuiven de facies richting het land. Bovenop duinafzettingen worden dan strandafzettingen gevormd. Als de kustlijn zeewaarts verschuift gebeurt het omgekeerde en ontstaan bovenop strandafzettingen lagen met een duin-facies.
De wet van Walther toont aan dat verticale verschillen in de opeenvolging van lagen (de stratigrafie) voortkomen uit horizontale verschillen (de geografie in de tijd waarin de opeenvolging ontstond). Snelle of chaotisch aandoende veranderingen in de stratigrafie weerspiegelen een snelle of chaotische geografische verdeling van de omstandigheden aan het oppervlak in het tijdsinterval waarin het gesteente gevormd werd. Een weinig veranderlijke stratigrafie, waarin het type gesteente en de facies ervan vrijwel hetzelfde blijft, ontstaat als de omstandigheden over een groot gebied gelijk bleven.
Aanvullend is bij mariene afzettingen de hoek van de helling waarop het sediment werd afgezet van groot belang. Langs een relatief steile helling is het laterale verschil in afzettingsmilieu groter. Als het zeeniveau verandert is de verschuiving van de afzettingsmilieus relatief klein. De overgang tussen de facies in het gesteente is scherp en duidelijk. Maar als de zeebodem vrijwel vlak is leidt een verandering in het zeeniveau tot grote verschuivingen van de afzettingsmilieus. In dat geval zijn de faciesovergangen in het gesteente relatief grillig en chaotisch.